# Ковалевский, Ян Анатольевич
Я́н Анато́льевич Ковале́вский (укр. Ян Анатолійович Ковалевський; род. 26 июня 1993, Запорожье) — украинский футболист, полузащитник, нападающий

## Игровая карьера
Воспитанник запорожского «Металлурга». Во время выступлений в ДЮФЛ был лучшим бомбардиром команды. Считался одним из наиболее перспективных выпускников «Металлурга» 1993 года рождения.
После завершения обучения заключил контракт с «Металлургом». В сезоне 2009/2010 играл во второй лиге за «Металлург-2». В сезоне 2010/2011 играл за дубль «казаков» в молодёжном чемпионате. В этом же сезоне дебютировал в Премьер-лиге. 15 мая 2011 года в матче против «Севастополя» в дабавленное ко второму тайму время заменил Евгения Писоцкого. Следующий сезон «Металлург» провёл в первой лиге. В течение чемпионата Ковалевский трижды выходил на поле в составе первой команды, ещё 21 матч сыграл за «Металлург-2». Из-за малого веса при высоком росте был переведён с позиции нападающего в полузащитники. С сезона 2012/2013 — игрок молодёжного состава «казаков».

## Стиль игры
Александр Прошута, обозреватель портала Football.ua, в феврале 2013 года так охарактеризовал футболиста: «Главная сильная сторона игрока — скорость. Ковалевский достаточно хорошо обыгрывает один в один, может попросту убежать от соперника и сделать острую передачу в штрафную площадку. Где-то может забить и сам — с голевым чутьем … всё в порядке, плюс имеется мощный удар с правой ноги. Жаль, что не совсем всё в порядке с мощью…».